# Ann Lambton
Ann Lambton, all'anagrafe Ann Katharine Swynford Lambton, nota anche con lo pseudonimo di A.K.S. Lambton (8 febbraio 1912 – Kirknewton, 19 luglio 2008), è stata un'orientalista britannica, e persianista di fama internazionale.

## Biografia
Ann Lambton (PhD, FBA, OBE) è stata una storica britannica e un'orientalista persianista di fama mondiale nel campo degli studi e delle ricerche storiche sull'Iran medievale e moderno, della lingua persiana, della politologia riguardante l'Iran e delle organizzazioni sociali persiane.  A parte una grammatica di ottimo livello del persiano, la sua autorità fu dagli studiosi riconosciuta per quanto riguardava alcuni aspetti storico-giuridici sulla proprietà terriera in Iran in età selgiuchide, mongola ilkhanide, safavide e Qajar, oltre che nel settore della storia istituzionale, locale e tribale dell'Iran islamico. 
Ann Lambton fu la primogenita dell'Hon. George Lambton (il più giovane figlio di George Lambton, 2º Conte di of Durham) e di una cugina di Antony Lambton. Affascinata dalla lettura del libro Rivolta nel deserto di Lawrence d'Arabia, volle studiare alla School of Oriental and African Studies (SOAS) di Londra ed ebbe l'opportunità di farlo col grande studioso H.A.R. Gibb.
Nel periodo 1939–45 fu addetto stampa della Legazione britannica a Tehran e poi docente di Persiano alla SOAS tra il 1953 e il 1979, succedendo al noto studioso Arthur Arberry. Nel 1942 fu insignita dell'OBE (Ordine dell'Impero Britannico) e, più tardi, ricevette un dottorato in Lettere dall'Università di Durham e dalla Università di Cambridge. 
Fu componente onorario del Murray Edwards College (già New Hall) di Cambridge, della SOAS e dell'Università di Londra.
Scrisse numerosi saggi su diversi soggetti di persianistica e di storia persiana, compreso un vocabolario riguardante il lessico burocratico sulla riforma fondiaria della Persia qajar. Alcune fonti ricordano il ruolo non indifferente avuto da Ann Lambton nel rovesciare il governo democraticamente eletto di Mohammad Mossadeq. Dopo la decisione di questo leader persiano di nazionalizzare l'industria petrolifera in Iran nel 1951, ella consigliò il governo britannico di minare la credibilità del governo di Mossadegh. Propose che Robert Charles Zaehner, professore dell'Università di Oxford, si recasse in Iran e che cominciasse operazioni di intelligence sotto copertura. Nel 1953, con l'aiuto della CIA (Central Intelligence Agency), il regime di Mossadegh fu rovesciato e lo Scià Mohammad Reza Pahlavi tornò sul trono. 
Come Professor Emeritus della Diocesi di Newcastle e Presidente dell'Associazione Diocesana Iraniana, la Lambton si occupò di materia religiosa e di dialogo interreligioso. Tenne in questa veste numerose conferenze biennali al clero e ali laici per molti anni. 
Ricevette perciò la Cross of St. Augustine nel 2004 dall'Arcivescovo di Canterbury in riconoscimento della sua opera e altre onorificenze religiose.
Ann Lambton morì nella sua abitazione di Kirknewton il 19 luglio 2008 all'età di 96 anni, al termine di una lunga malattia.

## Ascendenza
|                                    |                              |                                    | Genitori                          |  |  | Nonni |  |  | Bisnonni                        |  |  | Trisnonni             |  |
|                                    |                              |                                    |                                   |  |  |       |  |  | John Lambton, I conte di Durham |  |  | William Henry Lambton |  |
|                                    |                              |                                    |                                   |  |  |       |  |  | John Lambton, I conte di Durham |  |  | William Henry Lambton |  |
|                                    |                              | Anne Frances Villiers              |                                   |  |  |       |  |  | John Lambton, I conte di Durham |  |  |                       |  |
| George Lambton, II conte di Durham |                              |                                    |                                   |  |  |       |  |  | John Lambton, I conte di Durham |  |  |                       |  |
|                                    |                              | Louisa Elizabeth Grey              | Charles Grey, II conte Grey       |  |  |       |  |  |                                 |  |  |                       |  |
|                                    |                              | Louisa Elizabeth Grey              | Charles Grey, II conte Grey       |  |  |       |  |  |                                 |  |  |                       |  |
|                                    |                              | Louisa Elizabeth Grey              | Mary Ponsonby                     |  |  |       |  |  |                                 |  |  |                       |  |
| George Lambton                     |                              | Louisa Elizabeth Grey              |                                   |  |  |       |  |  |                                 |  |  |                       |  |
|                                    |                              | James Hamilton, I duca di Abercorn | James Hamilton, visconte Hamilton |  |  |       |  |  |                                 |  |  |                       |  |
|                                    |                              | James Hamilton, I duca di Abercorn | James Hamilton, visconte Hamilton |  |  |       |  |  |                                 |  |  |                       |  |
|                                    |                              | James Hamilton, I duca di Abercorn | Harriet Douglas                   |  |  |       |  |  |                                 |  |  |                       |  |
| Beatrix Hamilton                   |                              | James Hamilton, I duca di Abercorn |                                   |  |  |       |  |  |                                 |  |  |                       |  |
|                                    |                              | Louisa Jane Russell                | John Russell, VI duca di Bedford  |  |  |       |  |  |                                 |  |  |                       |  |
|                                    |                              | Louisa Jane Russell                | John Russell, VI duca di Bedford  |  |  |       |  |  |                                 |  |  |                       |  |
|                                    |                              | Louisa Jane Russell                | Georgiana Gordon                  |  |  |       |  |  |                                 |  |  |                       |  |
| Ann Lambton                        |                              | Louisa Jane Russell                |                                   |  |  |       |  |  |                                 |  |  |                       |  |
|                                    | John Stuart Hippisley Horner | Thomas Strangways Horner           |                                   |  |  |       |  |  |                                 |  |  |                       |  |
|                                    | John Stuart Hippisley Horner | Thomas Strangways Horner           |                                   |  |  |       |  |  |                                 |  |  |                       |  |
|                                    | John Stuart Hippisley Horner | Margaret Frances Hippisley         |                                   |  |  |       |  |  |                                 |  |  |                       |  |
| John Francis Fortescue Horner      | John Stuart Hippisley Horner |                                    |                                   |  |  |       |  |  |                                 |  |  |                       |  |
|                                    |                              | Sophia Gertrude Dickinson          | William Dickinson II              |  |  |       |  |  |                                 |  |  |                       |  |
|                                    |                              | Sophia Gertrude Dickinson          | William Dickinson II              |  |  |       |  |  |                                 |  |  |                       |  |
|                                    |                              | Sophia Gertrude Dickinson          | Sophia Smith                      |  |  |       |  |  |                                 |  |  |                       |  |
| Cicely Horner                      |                              | Sophia Gertrude Dickinson          |                                   |  |  |       |  |  |                                 |  |  |                       |  |
|                                    |                              | William Graham                     | William Graham                    |  |  |       |  |  |                                 |  |  |                       |  |
|                                    |                              | William Graham                     | William Graham                    |  |  |       |  |  |                                 |  |  |                       |  |
|                                    |                              | William Graham                     | Katherine Swanston                |  |  |       |  |  |                                 |  |  |                       |  |
| Frances Jane Graham                |                              | William Graham                     |                                   |  |  |       |  |  |                                 |  |  |                       |  |
|                                    |                              | Jane Catherine Lowndes             | John Lowndes                      |  |  |       |  |  |                                 |  |  |                       |  |
|                                    |                              | Jane Catherine Lowndes             | John Lowndes                      |  |  |       |  |  |                                 |  |  |                       |  |
|                                    |                              | Jane Catherine Lowndes             | Frances Perry                     |  |  |       |  |  |                                 |  |  |                       |  |
|                                    |                              | Jane Catherine Lowndes             |                                   |  |  |       |  |  |                                 |  |  |                       |  |